# 빅사속
빅사속(Bixa屬)은 빅사과의 속이다. 빅사를 비롯한 5종이 아메리카에 분포한다.

## 하위 종
- 빅사(B. orellana L.)
- B. arborea Huber
- B. excelsa Gleason & Krukoff
- B. platycarpa Ruiz & Pav. ex G.Don
- B. urucurana Willd.